# The Missing Frame
«The Missing Frame» es la octava canción del séptimo álbum de AFI, Decemberunderground, cual dura 4:40 minutos. Es el tercer sencillo del álbum. La canción fue oficialmente lanzada el 27 de febrero de 2007 en Estados Unidos.
Dicho video había sido confirmado por el guitarrista Jade Puget de y que lo estarían grabando en mayo. Pero en junio el cantante Davey Havok dio a conocer que no se daría ningún video de este sencillo.

## Posicionamiento
| Listas (2007)               | Posición |
| --------------------------- | -------- |
| Billboard Alternative Songs | 17       |